# チャップリンの移民
『チャップリンの移民』（The Immigrant）は、チャーリー・チャップリン監督、主演のミューチュアル社における11作目のサイレント映画。1917年の公開。共演はエリック・キャンベル、エドナ・パーヴァイアンス、ヘンリー・バーグマン 、アルバート・オースチン他。
アメリカへ向かう移民船の中での移民同士の男女の出会いと、アメリカでの再会から結ばれるまでを描く。
チャーリーが移民管理官の尻を蹴る場面は、1952年、チャップリンがマッカーシーの赤狩りにより、アメリカ合衆国を追われた際に、彼の反米的な思想の証拠とされた。
本作は、1998年にアメリカ議会図書館によりアメリカ国立フィルム登録簿に、「文化的、芸術的、歴史的に重要である」として登録され、永久に保存される映画となった。

## キャスト
- 移民：チャーリー・チャップリン

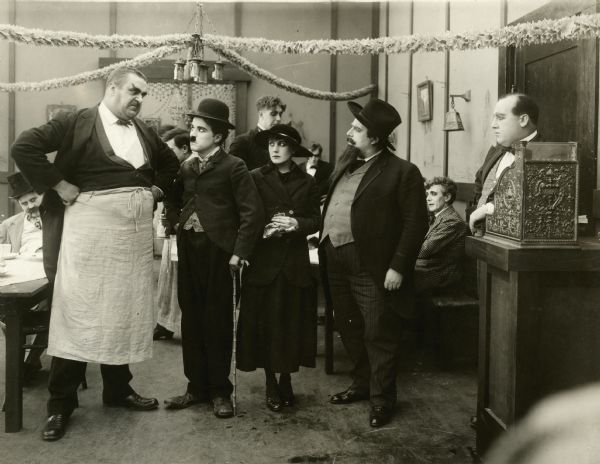

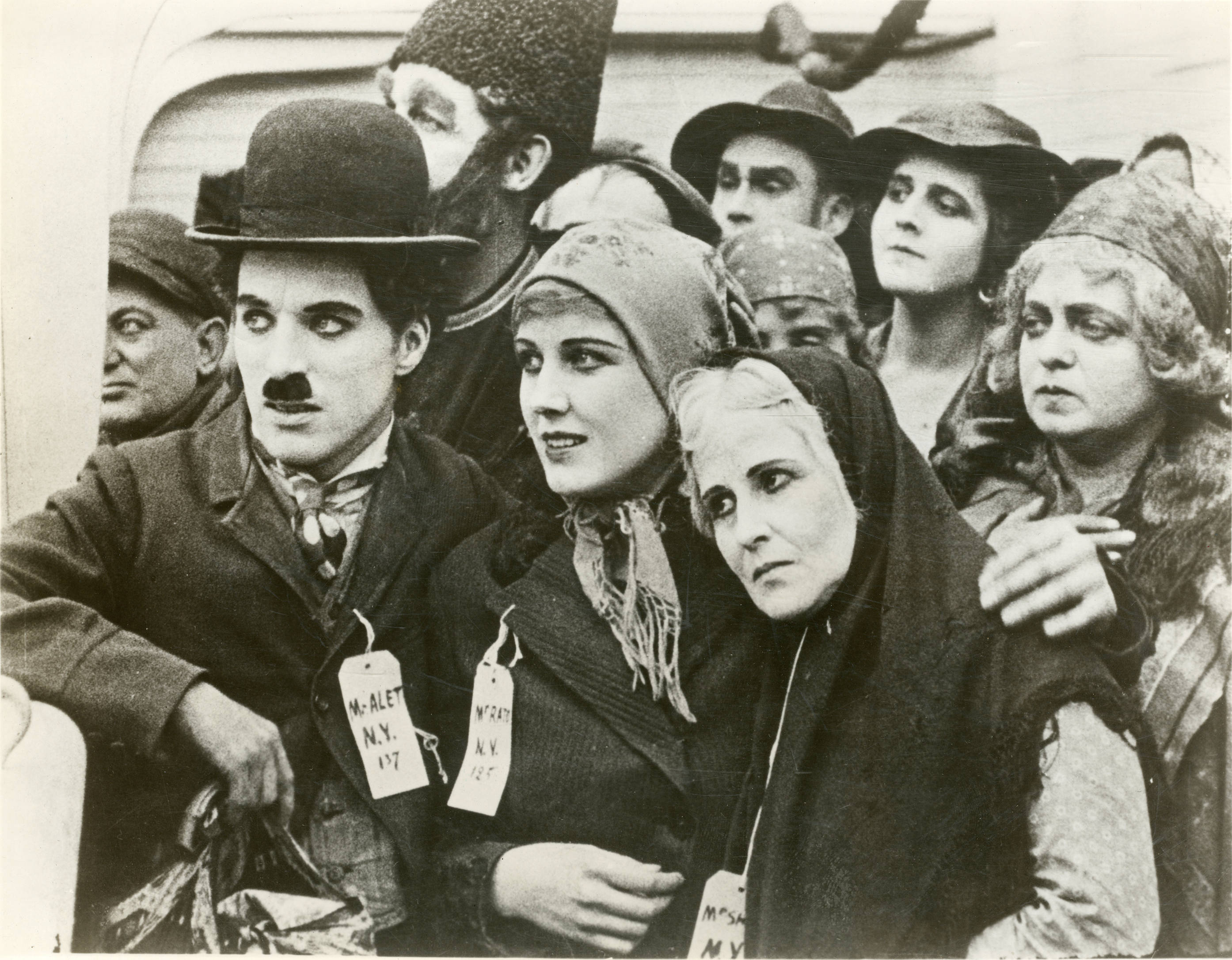

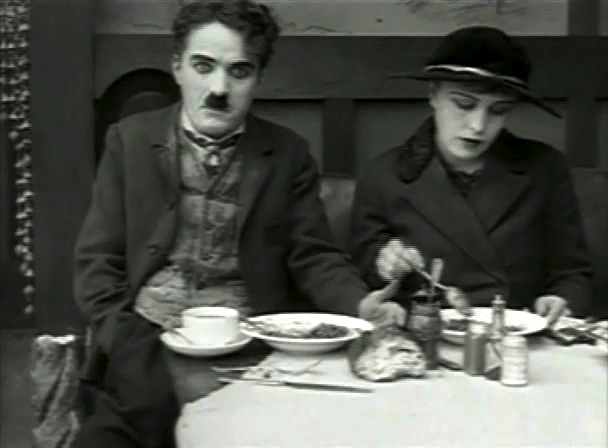

- 移民：エドナ・パーヴァイアンス
- エドナの母：キティ・ブラッドベリ
- 船酔いに苦しむロシア移民・カフェの客 (二役)：アルバート・オースチン
- 太った農婦・カフェの画家 (二役)：ヘンリー・バーグマン
- 農婦の夫：ロイヤル・アンダーウッド
- 強面のウェイター：エリック・キャンベル
- 船員・カフェの客 (二役)：ジェームズ・T・ケリー
- 船員・無銭飲食の客 (二役)：ジョン・ランド
- カフェのオーナー・航海士・博打打ち (三役)：フランク・J・コールマン
- 結婚登記所の役人：トム・ハリントン
- ヴァイオリニスト：ウィリアム・ギルスビー
- 移民：ジャネット・ミラー・サリー
- 詐欺師：スタンリー・J・サンフォード
- 博打打ち：トム・ウィルソン

### 日本語吹替
| 俳優                     | 日本語吹替 |
| ------------------------ | ---------- |
| チャールズ・チャップリン | 平田広明   |
| エドナ・パーヴァイアンス | 宮澤はるな |
| （ナレーター）           | 近石真介   |

- 初回放送2014年12月7日スター・チャンネル[4]

この作品はサイレント映画だが、チャップリンのデビュー100周年を記念し、日本チャップリン協会監修のもと、日本語吹替が製作された。

## 製作
チャップリンの未公開映像を紹介したテレビ・ドキュメンタリー『知られざるチャップリン』(Unknown Chaplin)によれば、当初はパリのカルティエ・ラタンにあるカフェを舞台にする構想で、公開された版の後半部にあたるカフェの場面が先に撮影されたが、後に場所をアメリカに変更して、カフェにいる放浪者(チャップリン)がヨーロッパからの移住者であるという設定が付け加えられた（#外部リンク」 「Unknown Chaplin “Episode 1 My Happiest Years”」参照）。
撮影では90巻分（1巻が10 - 15分程度）、時間にして約15時間分のフィルムが使用されたが、チャップリンは編集で25分にまとめた。